# John Anderson (politik)
John Anderson, 1. vikomt Waverley (8. července 1882, Eskbank, Skotsko – 4. ledna 1958, Londýn, Anglie) byl britský politik. Vystudoval přírodní vědy a dlouhodobě působil v koloniální a státní správě. V pozdějším věku byl jako nezávislý poslanec členem Dolní sněmovny a zastával také několik funkcí ve vládě, byl ministrem vnitra (1939–1940) a ministrem financí (1943–1945). V roce 1952 s titulem vikomta vstoupil do Sněmovny lordů.

## Životopis
Pocházel z podnikatelského rodu ze Skotska, byl jediným synem Davida Alexandra Andersona (1855–1948). Během vysokoškolských studií vynikal v několika oborech, studoval matematiku a geologii v Edinburghu, poté chemii v Lipsku. Přestože během univerzitních studií získal několik prestižních ocenění, odmítl vědeckou dráhu a v roce 1905 vstoupil do státních služeb na ministerstvu kolonií. Za první světové války působil na ministerstvu zásobování, později byl státním podsekretářem pro Irsko (1920–1922), v roce 1920 byl zároveň jmenován členem irské Tajné rady. V letech 1922–1932 byl stálým státním podtajemníkem na ministerstvu vnitra, díky dlouholeté praxi na ministerstvu kolonií byl pak jmenován do funkce guvernéra v indické provincii Bengálsko (1932–1937).
Po návratu z Indie byl zvolen do Dolní sněmovny, kde patřil k nezávislým poslancům a reprezentoval volební obvod skotských univerzit (1938–1950). Krátce po vstupu do parlamentu se uplatnil i ve vládních funkcích, nejprve byl lordem strážcem tajné pečeti (ministr bez portfeje, 1938–1939), od roku 1938 byl též členem Tajné rady. V Chamberlainově vládě převzal funkci státního sekretáře vnitraa ministra vnitřní bezpečnosti (1939–1940). V tomto úřadu setrval i v Churchillově válečném kabinetu do října 1940, kdy po zemřelém Chamberlainovi převzal post prezidenta Tajné rady (1940–1943). Po dalším zemřelém ministrovi Kingsley Woodovi pak do konce druhé světové války vykonával úřad kancléře státního pokladu (ministr financí; 1943–1945). V roce 1950 opustil Dolní sněmovnu, v následujícím roce odmítl nabídku na vstup do druhé Churchillovy vlády. Následně byl v roce 1952 povýšen na vikomta a stal se členem Sněmovny lordů. Během své dlouholeté kariéry získal velkokříž Řádu lázně (1923), velkokříž Řádu Indické říše (1932), Řád indické hvězdy (1937) a Řád za zásluhy (1957). V roce 1945 byl uveden mezi členy Královské společnosti.
Byl dvakrát ženatý a měl dvě děti, dědicem titulu vikomta byl syn David Alastair Anderson, 2. vikomt Waverley (1911–1990), který byl lékařem. Současným nositelem titulu je John Desmond Anderson, 3. vikomt Waverley (*1949).